# Вест-Юніверсіті-Плейс (Техас)
Вест-Юніверсіті-Плейс (англ. West University Place) — місто (англ. city) в США, в окрузі Гарріс штату Техас. Населення — 14 955 осіб (2020).

## Географія
Вест-Юніверсіті-Плейс розташований за координатами 29°42′56″ пн. ш. 95°25′54″ зх. д. / 29.71556° пн. ш. 95.43167° зх. д. (29.715442, -95.431628).  За даними Бюро перепису населення США в 2010 році місто мало площу 5,19 км², з яких 5,19 км² — суходіл та 0,00 км² — водойми.

## Демографія
Згідно з переписом 2010 року, у місті мешкало 14 787 осіб у 5260 домогосподарствах у складі 4264 родин. Густота населення становила 2849 осіб/км².  Було 5548 помешкань (1069/км²).
Расовий склад населення:
| - 87,5 % — білих - 8,4 % — азіатів - 0,8 % — чорних або афроамериканців - 0,2 % — корінних американців |

До двох чи більше рас належало 2,2 %. Частка іспаномовних становила 6,9 % від усіх жителів.
За віковим діапазоном населення розподілялося таким чином: 30,6 % — особи молодші 18 років, 59,6 % — особи у віці 18—64 років, 9,8 % — особи у віці 65 років та старші. Медіана віку мешканця становила 41,4 року. На 100 осіб жіночої статі у місті припадало 96,9 чоловіків;  на 100 жінок у віці від 18 років та старших — 94,3 чоловіків також старших 18 років.
Середній дохід на одне домашнє господарство  становив 292 902 долари США (медіана — 200 625), а середній дохід на одну сім'ю — 328 128 доларів (медіана — 230 179). Медіана доходів становила 181 528 доларів для чоловіків та 103 571 долар для жінок. За межею бідності перебувало 2,2 % осіб, у тому числі 3,4 % дітей у віці до 18 років та 1,7 % осіб у віці 65 років та старших.
Цивільне працевлаштоване населення становило 7101 особа. Основні галузі зайнятості: освіта, охорона здоров'я та соціальна допомога — 28,1 %, науковці, спеціалісти, менеджери — 24,7 %, фінанси, страхування та нерухомість — 11,6 %, виробництво — 6,7 %.